# Beuveille
Beuveille é uma comuna francesa na região administrativa de Grande Leste, no departamento de Meurthe-et-Moselle. Estende-se por uma área de 11,9 km². Em 2010 a comuna tinha 770 habitantes (densidade: 64,7 hab./km²).